# Blacus conformis
Blacus conformis är en stekelart som beskrevs av Wesmael 1835. Blacus conformis ingår i släktet Blacus och familjen bracksteklar. Inga underarter finns listade.